# Хаясака, Януарий Кюносукэ
Януарий Кюносукэ Хаясака (17.09.1883 г., Япония — 20.10.1959 г., Нагасаки, Япония) — католический прелат, епископ Нагасаки с 16 июля 1927 года по 5 февраля 1937 год.

## Биография
10 июня 1917 года Януарий Кюносукэ Хаясака был рукоположён в священника.
16 июля 1927 года Римский папа Пий XI назначил Януария Кюносукэ Хаясаку епископом Нагасаки. 30 октября 1927 года в Риме состоялось рукоположение Януария Кюносукэ Хаясаки в епископа, которое совершил Римский папа Пий XI в сослужении с генеральным супериором миссионерской конгрегации «Парижское общество заграничных миссий» титулярным епископом Марцианополиса Жаном-Батистом-Мари Бюде де Гебриа и архиепископом Токио Жаном-Батистом-Алексисом Шамбоном.
5 февраля 1937 года Януарий Кюносукэ Хаясака вышел в отставку и в этот же день был назначен титулярным епископом Филомелиума.
Скончался 20 октября 1959 года в Нагасаки.